# Lekkoatletyka na Letnich Igrzyskach Olimpijskich 2024 – skok w dal mężczyzn
Turniej mężczyzn w skoku w dal  podczas XXXIII Letnich Igrzysk Olimpijskich w Paryżu odbył się w dniach 4 i 6 sierpnia 2024. Do rywalizacji przystąpiło 33 sportowców. Areną zawodów był Stade de France. 

## Terminarz
godziny zostały podane w czasie CEST
| Data                  | Godzina rozpoczęcia |                 |       |                       |
| --------------------- | ------------------- | --------------- | ----- | --------------------- |
| Data                  | Godzina rozpoczęcia | 4 sierpnia 2024 | 11:00 | kwalifikacje, grupa A |
| kwalifikacje, grupa B |                     | 4 sierpnia 2024 | 11:00 |                       |
| 6 sierpnia 2024       | 20:15               | finał           |       |                       |

## Rekordy
Tabela uwzględnia rekordy uzyskane przed rozpoczęciem rywalizacji.
|                   | Zawodnik    | Wynik  | Miejsce | Data                 |
| ----------------- | ----------- | ------ | ------- | -------------------- |
| Rekord świata     | Mike Powell | 8,95 m | Tokio   | 30 sierpnia 1991     |
| Rekord olimpijski | Bob Beamon  | 8,90 m | Meksyk  | 10 października 1968 |

## System rozgrywek
W kwalifikacjach każdy z zawodników mógł oddać trzy skoki. Aby uzyskać awans do finału, należało uzyskać minimum kwalifikacyjne – 8.15 m. Jeżeli minimum kwalifikacyjne uzyskało mniej niż 12 sportowców, to kwalifikacje uzyskali zawodnicy, którzy oddali najdalsze skoki, tak aby liczba finalistów wyniosła 12.
W finale zawodnicy mogli oddać sześć skoków, z wyjątkiem czterech, którzy po trzech próbach osiągnęli najniższe wyniki i byli po nich eliminowani z dalszej rywalizacji. Do ostatecznego wyniku zaliczano jeden, najdalszy skok oddany przez zawodnika w finale.

## Wyniki

### Kwalifikacje
| Pozycja | Grupa | Zawodnik               | Reprezentacja                      | Próba | Próba | Próba | Wynik | Uwagi |
| Pozycja | Grupa | Zawodnik               | Reprezentacja                      | 1     | 2     | 3     | Wynik | Uwagi |
| ------- | ----- | ---------------------- | ---------------------------------- | ----- | ----- | ----- | ----- | ----- |
| 1       | A     | Miltiadis Tendoglu     | Grecja                             | 8.32  |       |       | 8.32  | Q     |
| 2       | B     | Radek Juška            | Czechy                             | 7.85  | 8.15  |       | 8.15  | Q,    |
| 3       | B     | Wang Jianan            | Chiny                              | 8.12  |       |       | 8.12  | q,    |
| 4       | B     | Simon Ehammer          | Szwajcaria                         | 7.69  | 8.09  | 6.62  | 8.09  | q     |
| 5       | B     | Filip Pravdica         | Chorwacja                          | 7.68  | 8.04  | 7.59  | 8.04  | q     |
| 6       | A     | Mattia Furlani         | Włochy                             | 8.01  | 7.95  | x     | 8.01  | q     |
| 7       | B     | Wayne Pinnock          | Jamajka                            | 7.96  | 7.72  | 7.68  | 7.96  | q     |
| 8       | A     | Jacob Fincham-Dukes    | Wielka Brytania                    | x     | 7.38  | 7.96  | 7.96  | q     |
| 9       | B     | Zhang Mingkun          | Chiny                              | 7.91  | 7.88  | 7.92  | 7.92  | q     |
| 10      | B     | Arnovis Dalmero        | Kolumbia                           | 7.92  | 7.83  | 7.78  | 7.92  | q     |
| 11      | A     | Carey McLeod           | Jamajka                            | 7.77  | 7.90  | x     | 7.90  | q     |
| 12      | A     | Simon Batz             | Niemcy                             | x     | 7.90  | 7.60  | 7.90  | q     |
| 13      | A     | Emiliano Lasa          | Urugwaj                            | 7.87  | 7.58  | 7.70  | 7.87  |       |
| 14      | A     | Bożidar Sarybojukow    | Bułgaria                           | x     | x     | 7.87  | 7.87  |       |
| 15      | A     | Jeremiah Davis         | Stany Zjednoczone                  | 7.83  | 7.78  | 7.78  | 7.83  |       |
| 16      | B     | Thobias Montler        | Szwecja                            | x     | x     | 7.82  | 7.82  |       |
| 17      | A     | Yūki Hashioka          | Japonia                            | x     | 7.72  | 7.81  | 7.81  |       |
| 18      | B     | Chris Mitrevski        | Australia                          | 7.66  | 7.79  | 6.47  | 7.79  |       |
| 19      | B     | Tajay Gayle            | Jamajka                            | 7.78  | 7.68  | 7.63  | 7.78  |       |
| 20      | A     | Anvar Anvarov          | Uzbekistan                         | 7.57  | 7.77  | 7.77  | 7.77  |       |
| 21      | B     | Malcolm Clemons        | Stany Zjednoczone                  | 7.72  | 7.46  | 7.72  | 7.72  |       |
| 22      | B     | Lin Yu-Tang            | Chińskie Tajpej                    | 7.70  | x     | 7.66  | 7.70  |       |
| 23      | A     | Jovan van Vuuren       | Południowa Afryka                  | 7.70  | x     | 7.41  | 7.70  |       |
| 24      | A     | Shi Yuhao              | Chiny                              | 7.68  | 7.30  | 7.68  | 7.68  |       |
| 25      | A     | Alejandro Parada       | Kuba                               | 7.62  | 7.02  | x     | 7.62  |       |
| 26      | B     | Jeswin Aldrin          | Indie                              | x     | x     | 7.61  | 7.61  |       |
| 27      | A     | Liam Adcock            | Australia                          | 7.41  | 7.56  | 7.29  | 7.56  |       |
| 28      | B     | Tom Campagne           | Francja                            | 7.50  | x     | 7.51  | 7.51  |       |
| 29      | A     | Mohammad Amin Alsalami | Olimpijska reprezentacja uchodźców | 7.03  | 7.24  | 7.24  | 7.24  |       |
| 30      | A     | Petr Meindlschmid      | Czechy                             | 6.97  | x     | x     | 6.97  |       |
| 31      | B     | Cheswill Johnson       | Południowa Afryka                  | x     | 4.49  | x     | 4.49  |       |
|         | A     | Lucas Marcelino        | Brazylia                           | x     | x     | x     | DNS   |       |
|         | B     | Jarrion Lawson         | Stany Zjednoczone                  | x     | x     | x     | DNS   |       |

### Finał
| Pozycja | Zawodnik            | Reprezentacja   | 1    | 2    | 3    | 4    | 5    | 6    | Odległość | Uwagi |
| ------- | ------------------- | --------------- | ---- | ---- | ---- | ---- | ---- | ---- | --------- | ----- |
| złoto   | Miltiadis Tendoglu  | Grecja          | 8.27 | 8.48 | 8.24 | 8.36 | 8.31 | x    | 8.48      |       |
| srebro  | Wayne Pinnock       | Jamajka         | 7.84 | 8.36 | 7.99 | 8.05 | 8.24 | 8.12 | 8.36      |       |
| brąz    | Mattia Furlani      | Włochy          | 8.34 | 8.25 | x    | x    | 8.34 | 8.27 | 8.34      |       |
| 4       | Simon Ehammer       | Szwajcaria      | x    | 8.20 | 8.11 | 7.92 | x    | x    | 8.20      |       |
| 5       | Jacob Fincham-Dukes | Wielka Brytania | 7.95 | 8.14 | x    | x    | x    | 7.64 | 8.14      |       |
| 6       | Simon Batz          | Niemcy          | 7.58 | 8.07 | 7.79 | 7.71 | 7.95 | 7.94 | 8.07      |       |
| 7       | Zhang Mingkun       | Chiny           | 7.81 | x    | 8.07 | x    | 7.93 | x    | 8.07      |       |
| 8       | Wang Jianan         | Chiny           | 7.96 | x    | 7.92 | x    | -    | 8.03 | 8.03      |       |
| 9       | Filip Pravdica      | Chorwacja       | 7.72 | 7.90 | 7.87 | NQ   | NQ   | NQ   | 7.90      |       |
| 10      | Radek Juška         | Czechy          | 7.78 | 7.69 | 7.83 | NQ   | NQ   | NQ   | 7.83      |       |
| 11      | Arnovis Dalmero     | Kolumbia        | x    | 7.83 | 7.74 | NQ   | NQ   | NQ   | 7.83      |       |
| 12      | Carey McLeod        | Jamajka         | 7.51 | 7.16 | 7.82 | NQ   | NQ   | NQ   | 7.82      |       |